# Ildegarda (moglie di Carlo Magno)
Ildegarda (758 – Thionville, 30 aprile 783) è stata la terza moglie di Carlo Magno e sovrana consorte dei Franchi e dei Longobardi.

## Origine
Era figlia del conte Geroldo di Vinzgouw e di Emma d'Alemannia, figlia di Hnabi, duca di Alemannia. Suo fratello era Enrico del Friuli, così come Geroldo di Baviera e Adriano d'Orléans.

## Biografia
Venne sposata da Carlo Magno, nel 771, quando aveva tredici anni. Fu la terza moglie, dopo che Carlo aveva ripudiato, nel 770, Imiltrude e, nel 771, Desiderata.
Ildegarda diede a Carlomagno nove figli di cui quattro furono maschi; solo uno però, Ludovico il Pio, sopravvisse al padre, al quale successe nell'814.
Ildegarda morì il 30 aprile 783 in seguito a un parto, a venticinque anni.

## Culto
È venerata come beata dalla chiesa cattolica e la sua memoria liturgica cade il 30 aprile.

## Figli
Ildegarda diede a Carlo Magno nove figli:
- Carlo il Giovane (772 o 773- 4 dicembre 811), conte del Maine dal 781, incoronato re dei Franchi con Carlo Magno dall'800;
- Adelaide (773-773 o 774-774);
- Rotrude (775- 6 giugno 810);
- Carlomanno  (777- 8 luglio 810), nel 781 ribattezzato Pipino al momento della nomina a re dei Longobardi;
- Ludovico (16 aprile 778- 20 giugno 840) successivamente noto come Ludovico il Pio re d'Aquitania dal 781 e imperatore dall'814;
- Lotario, gemello di Ludovico, (16 aprile 778-779);
- Berta (779-ca. 829);
- Gisella (781- dopo l'814), che prese il nome dalla zia paterna Gisella, badessa di Chelles;
- Ildegarda (aprile 783- maggio 783);

## Ascendenza
|                     |          |          | Genitori |  |  | Nonni |  |  | Bisnonni |  |  | Trisnonni |  |
|                     |          |          |          |  |  |       |  |  | …        |  |  | …         |  |
|                     |          |          |          |  |  |       |  |  | …        |  |  | …         |  |
|                     |          | …        |          |  |  |       |  |  | …        |  |  |           |  |
| …                   |          |          |          |  |  |       |  |  | …        |  |  |           |  |
|                     |          | …        | …        |  |  |       |  |  |          |  |  |           |  |
|                     |          | …        | …        |  |  |       |  |  |          |  |  |           |  |
|                     |          | …        | …        |  |  |       |  |  |          |  |  |           |  |
| Geroldo di Vintzgau |          | …        |          |  |  |       |  |  |          |  |  |           |  |
|                     |          | …        | …        |  |  |       |  |  |          |  |  |           |  |
|                     |          | …        | …        |  |  |       |  |  |          |  |  |           |  |
|                     |          | …        | …        |  |  |       |  |  |          |  |  |           |  |
| …                   |          | …        |          |  |  |       |  |  |          |  |  |           |  |
|                     |          | …        | …        |  |  |       |  |  |          |  |  |           |  |
|                     |          | …        | …        |  |  |       |  |  |          |  |  |           |  |
|                     |          | …        | …        |  |  |       |  |  |          |  |  |           |  |
| Ildegarda           |          | …        |          |  |  |       |  |  |          |  |  |           |  |
|                     | Huoching | Gotfrido |          |  |  |       |  |  |          |  |  |           |  |
|                     | Huoching | Gotfrido |          |  |  |       |  |  |          |  |  |           |  |
|                     | Huoching | …        |          |  |  |       |  |  |          |  |  |           |  |
| Hnabi               | Huoching |          |          |  |  |       |  |  |          |  |  |           |  |
|                     |          | …        | …        |  |  |       |  |  |          |  |  |           |  |
|                     |          | …        | …        |  |  |       |  |  |          |  |  |           |  |
|                     |          | …        | …        |  |  |       |  |  |          |  |  |           |  |
| Emma d'Alemannia    |          | …        |          |  |  |       |  |  |          |  |  |           |  |
|                     |          | …        | …        |  |  |       |  |  |          |  |  |           |  |
|                     |          | …        | …        |  |  |       |  |  |          |  |  |           |  |
|                     |          | …        | …        |  |  |       |  |  |          |  |  |           |  |
| …                   |          | …        |          |  |  |       |  |  |          |  |  |           |  |
|                     |          | …        | …        |  |  |       |  |  |          |  |  |           |  |
|                     |          | …        | …        |  |  |       |  |  |          |  |  |           |  |
|                     |          | …        | …        |  |  |       |  |  |          |  |  |           |  |
|                     |          | …        |          |  |  |       |  |  |          |  |  |           |  |